# 28 Years Later
28 Years Later, är en brittisk skräck- och zombiefilm som hade svensk premiär den 18 juni 2025. Filmen är regisserad av Danny Boyle efter ett manus skrivet av Alex Garland. Filmen är den tredje filmen i serien efter 28 dagar senare från 2002 och 28 veckor senare. Filmen är starten på en trilogi.

## Handling
28 år har passerat sedan rage-viruset förvandlade människor till skrämmande zombies. En pojke och hans sjuka mamma som ger sig ut på en farofylld resa genom norra England i jakt på hjälp.

## Rollista (i urval)
- Jodie Comer
- Aaron Taylor-Johnson - Jamie
- Ralph Fiennes
- Jack O'Connell
- Alfie Williams
- Erin Kellyman
- Edvin Ryding - E. Sundqvist
- Cillian Murphy - Jim